# Wianca van Dorp
Wianca Van Dorp (ur. 1 grudnia 1987) – holenderska wioślarka.

## Osiągnięcia
- Mistrzostwa Świata – Poznań 2009 – dwójka bez sternika – 14. miejsce[1].